# Filmåret 1896

## Årets filmer

### A - G
- L'Arrivée d'un Train en Gare de la Ciotat
- Arrivée d'un train gare de Vincennes
- L'Arroseur
- Awakening of Rip
- Baignade en mer
- Barnet Horse Fair
- Bataille de boules de neige
- Bateau-mouche sur la Seine
- Batteuse à vapeur
- Bébé et fillettes
- Le Bivouac
- Les Blanchisseuses
- Bois de Boulogne
- Boulevard des Italiens
- The Boxing Kangaroo
- Boxing Match
- Campement de bohémiens
- Démolition d'un mur
- La Fée aux Choux

### H - N
- The Horse Trough
- The Kiss
- Le Manoir du diable

### O - U
- Rip Van Winkle

### V - Ö
- The Vanishing Lady[1]

## Födda
- 20 januari – George Burns, amerikansk skådespelare.
- 25 januari – Charles White, svensk musiker och skådespelare.
- 19 februari – Sven Hugo Borg, svensk-amerikansk skådespelare.
- 29 februari – William A. Wellman, amerikansk flygare, regissör, manusförfattare, skådespelare och producent.
- 1 mars
  - Eric von Gegerfelt, svensk skådespelare.
  - Sonja Looft, svensk skådespelare.
- 13 april – Sigrun Otto, norsk skådespelare.
- 23 april – Nils Ranft, svensk skådespelare.
- 8 maj
  - Leif Amble-Næss, svensk/norsk skådespelare och regissör.
  - Gertrud Danielsson, svensk skådespelare.
- 11 maj – Mary Johnson, svensk skådespelare.
- 13 maj – Sonja Rolén, svensk skådespelare och sångerska.
- 30 maj – Howard Hawks, amerikansk filmregissör.
- 1 juni – Agnes Thomée, svensk dansare och skådespelare.
- 4 juni – Millan Olsson, svensk skådespelare.
- 13 juni – Anders Henrikson, svensk regissör, manusförfattare och skådespelare.
- 1 juli – Harald Beijer, svensk författare och manusförfattare.
- 21 juli – Alice Eklund, svensk skådespelare och regissör.
- 26 juli – Alfred Maurstad, norsk skådespelare och regissör.
- 18 augusti – Jack Pickford, amerikansk skådespelare, Hollywoods förste "bad boy".
- 30 augusti – Raymond Massey, amerikansk skådespelare  (död 1983).
- 4 september – Antoine Artaud, fransk författare, skådespelare och regissör.
- 20 september
  - Fleming Lynge, dansk författare och manusförfattare.
  - Greta Stave, svensk skådespelare.
- 30 oktober – Ruth Gordon, amerikansk skådespelare och manusförfattare.
- 9 november – André Numès Fils, fransk skådespelare.
- 6 december – Ira Gershwin, amerikansk filmmusikkompositör och textförfattare.
- 10 december – Torsten Bergström, svensk skådespelare och regissör.
- 25 december – Tryggve Jerneman, svensk skådespelare.
- 27 december – Frithiof Bjärne, svensk skådespelare.

### Fotnoter
1. ↑  IMDB, läst 29 februari 2012